# Ron Fellows
Ron Fellows (ur. 28 września 1959 roku w Windsor) – kanadyjski kierowca wyścigowy.

## Kariera
Fellows rozpoczął karierę w wyścigach samochodowych w 1990 roku od startów w SCCA Trans-Am, ASN Canada FIA Rothmans Porsche Turbo Cup oraz w Atlantic Championship. W ASN Canada FIA Rothmans Porsche Turbo Cup trzykrotnie stawał na podium. Z dorobkiem 108 punktów uplasował się na ósmej pozycji w końcowej klasyfikacji kierowców. W późniejszych latach Kanadyjczyk pojawiał się także w stawce SCCA Tide Trans-Am Tour, IMSA Exxon Supreme GT Series, NASCAR Winston Cup, IMSA World Sports Car Championship, SPEED World Challenge, NASCAR Truck Series, NASCAR Busch Series, Grand American Rolex Series, American Le Mans Series, 
24-godzinnego wyścigu Le Mans, Trans-Am Road Racing Series, SCCA World Challenge, NASCAR Nextel Cup, NASCAR Nationwide Series oraz NASCAR Sprint Cup Series.

## Wyniki w 24h Le Mans
| Rok  | Zespół          | Partnerzy                      | Samochód                | Klasa | Okr. | Poz. | Klasa Pos. |
| ---- | --------------- | ------------------------------ | ----------------------- | ----- | ---- | ---- | ---------- |
| 2000 | Corvette Racing | Chris Kneifel Justin Bell      | Chevrolet Corvette C5-R | GTS   | 326  | 11   | 4          |
| 2001 | Corvette Racing | Johnny O’Connell Scott Pruett  | Chevrolet Corvette C5-R | GTS   | 278  | 8    | 1          |
| 2002 | Corvette Racing | Johnny O’Connell Oliver Gavin  | Chevrolet Corvette C5-R | GTS   | 335  | 11   | 1          |
| 2003 | Corvette Racing | Johnny O’Connell Franck Fréon  | Chevrolet Corvette C5-R | GTS   | 326  | 12   | 3          |
| 2004 | Corvette Racing | Johnny O’Connell Max Papis     | Chevrolet Corvette C5-R | GTS   | 334  | 8    | 2          |
| 2005 | Corvette Racing | Johnny O’Connell Max Papis     | Chevrolet Corvette C6.R | GT1   | 347  | 6    | 2          |
| 2006 | Corvette Racing | Johnny O’Connell Max Papis     | Chevrolet Corvette C6.R | GT1   | 327  | 12   | 7          |
| 2007 | Corvette Racing | Jan Magnussen Johnny O’Connell | Chevrolet Corvette C6.R | GT1   | 342  | 6    | 2          |
| 2008 | Corvette Racing | Jan Magnussen Johnny O’Connell | Chevrolet Corvette C6.R | GT1   | 344  | 14   | 2          |